# Dalwhinnie
Dalwhinnie je malá vesnice ve Skotské vysočině, která se nachází na severovýchodním konci jezera Loch Ericht na západním okraji národního parku Cairngorms. Název Dalwhinnie je odvozen z gaelského slova Dail Chuinnidh, což znamená místo setkávání, a odkazuje na setkání starých cest honáků dobytka přes hory.

## Poloha
Vesnice Dalwhinnie leží v nadmořské výšce 351 m. Jedná se o jednu z nejchladnějších vesnic ve Spojeném království s průměrnou roční teplotou 6,6 °C, což je vhodné pro zimní turistiku a horolezectví.
Nachází se severně od horskéh průsmyku Drumochteru, kousek od silnice A9 z Perthu do Inverness. Od Edinburghu i Glasgow je vzdálena asi 120 km. Železniční stanice Dalwhinnie leží na hlavní trati Highland Main Line z Perthu do Inverness.

## Podnebí
V Dalwhinnie panuje subpolární oceánské klima, které velmi těsně hraničí s vlhkým kontinentálním klimatem se silnými vlivy oceánského klimatu, což je pro město ve Velké Británii velmi vzácné.
Obloha je často zatažená s nízkými teplotami a srážkami po celý rok. Sluneční svit zde trvá v průměru pouze 1032 hodin, což je jedna z nejnižších hodnot ve Spojeném království.
Dalwhinnie je držitelem rekordů v nejnižších teplotách ve Spojeném království v měsících červnu, září a říjnu. Kromě toho je také držitelem skotského rekordu v nejnižší dubnové maximální denní teplotě -1,0 °C (30,2 °F) z roku 1975 a rekordní nejnižší říjnové teploty pro Spojené království -11,7 °C.

## Palírna
Palírna Dalwhinnie vyrábí jednosladovou skotskou whisky. Palírnu vlastní společnost Diageo. Jedná se o nejvýše položený fungující lihovar ve Skotsku. Dalwhinnie Single Malt je lehká, vřesová whisky.
Od roku 2019 jsou jednosladové whisky Dalwhinnie k dispozici v následujících variantách:
- Standardní patnáctiletá - Dalwhinnie 15 Y.O. s obsahem alkoholu 43 % zastupuje oblast Highlands neboli Vysočinu.
- Zralejší 25letá, 29letá a 36letá
- Distillers Edition
- Winter's Gold